# Zweins
Zweins (Fries: Sweins) is een terpdorp in de gemeente Waadhoeke, in de Nederlandse provincie Friesland. Zweins ligt tussen Franeker en Dronrijp aan de (oude) Rijksstraatweg en ten zuiden van de A31.
In 2023 had het dorp 125 inwoners. Zweins heeft een open karakter met een kleine kern. De buurtschap Kingmatille heeft dezelfde postcode als Zweins.

## Geschiedenis
Het dorp is in de Middeleeuwen ontstaan op een terp, die inmiddels grotendeels is afgegraven. Vanaf de 13e eeuw werd de plaats gespeld als Sueninghe, Sueyns, Sweynze en Sweyns. De plaatsnaam zou verwijzen naar de persoon Sween of Swene.
Het dorp vormt samen met Boer, Peins, Ried en Schalsum de Franeker Vijfga.

## Kerk en Kingma State
De kerk van Zweins staat op een vrij hoge terp. De huidige kerk, de Reginakerk is gebouwd in 1783 als vervanging van de middeleeuwse kerk. De bouw van de Reginakerk werd betaald door de familie Kingma, die tot in de 19e eeuw de Kingma State, een stins, bewoonde. De naam van deze familie keert ook terug in de buurtschap Kingmatille, vernoemd naar de brug over de oude trekvaart, die later het Van Harinxmakanaal werd. Bij Kingmatille vaart sinds 2011 een Fiets-en-voetveer op zonne-energie over het Van Harinxmakanaal. De dienst vaart van april tot oktober en wordt onderhouden door vrijwilligers.

## Dorpshuis
Het dorp heeft ondanks zijn geringe omvang een eigen dorpshuis, het Dorpshuis Zwein.

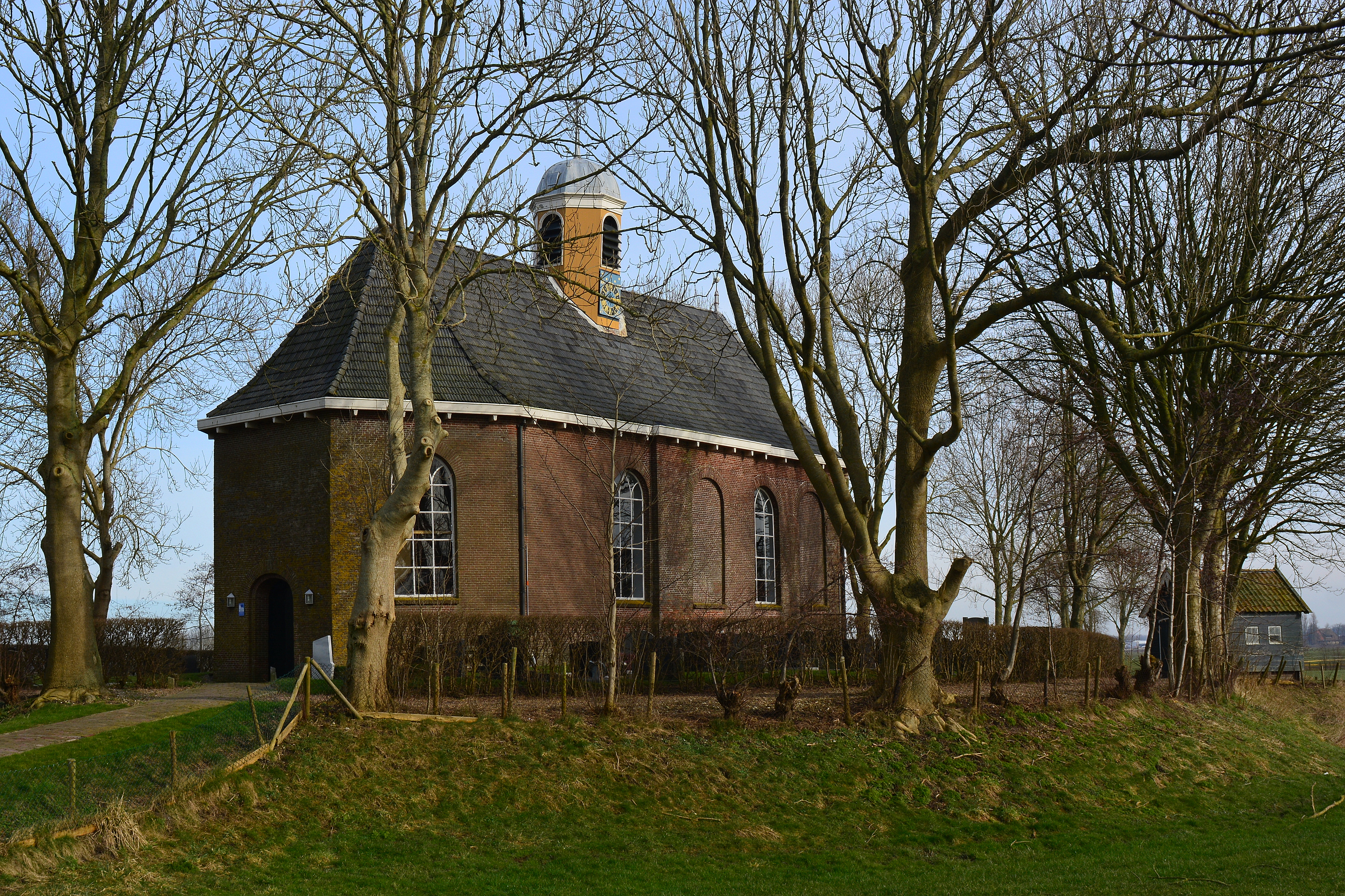
Reginakerk in Zweins
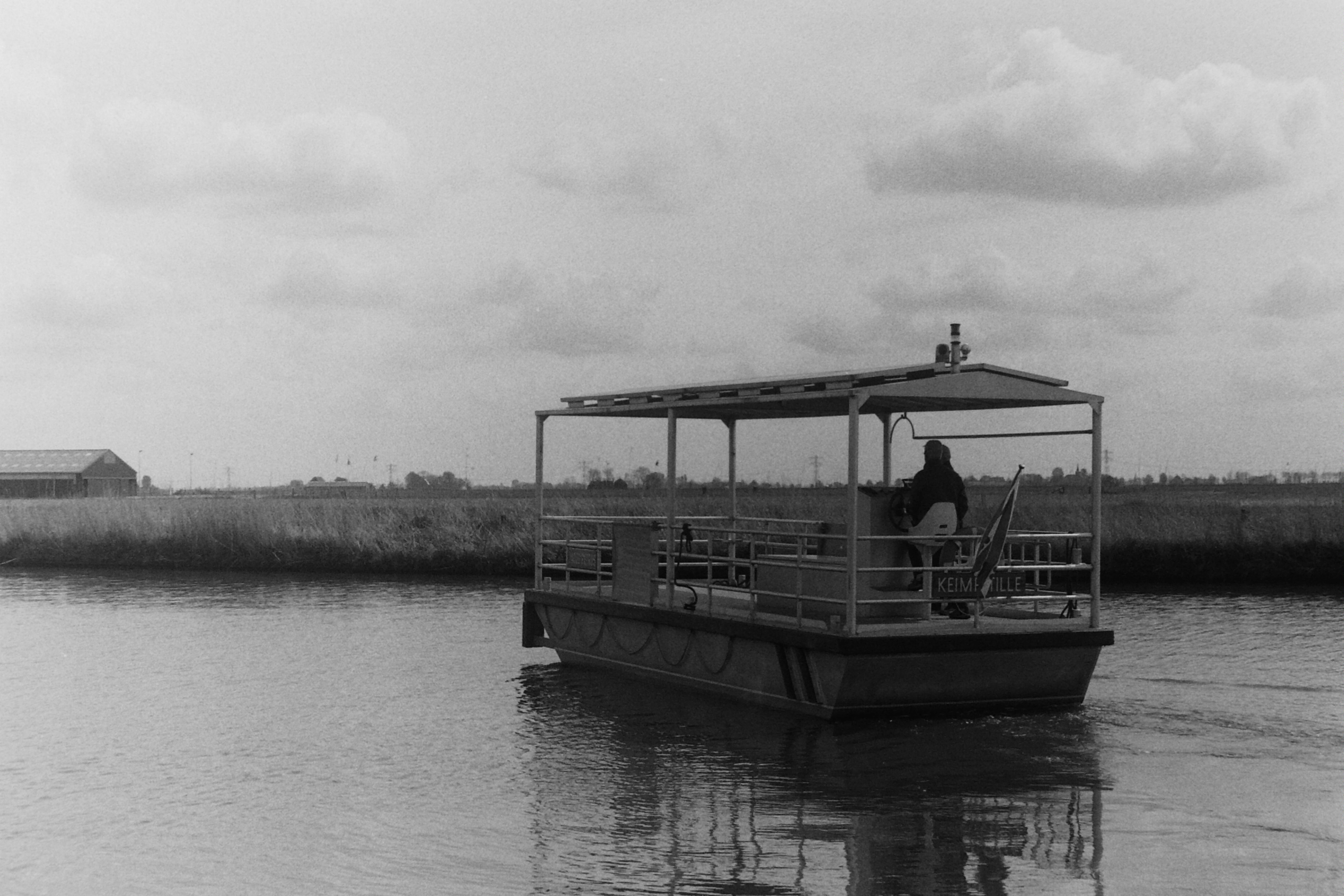
Fiets-voetveer Keimpetille